# Дункан, Хелен
Хе́лен Ду́нкан (Да́нкан), урождённая Викто́рия Хе́лен Макфа́рлейн (англ. Helen Duncan, née Victoria Helen MacFarlane; 25 ноября 1897, Калландер, Пертшир — 6 декабря 1956, Эдинбург) — шотландская ясновидящая и медиум, вошедшая в историю как последняя из тех, кто был осужден в Великобритании по Закону о колдовстве 1735 года.
Одна из самых одиозных и неоднозначных фигур в истории медиумизма, Дункан неоднократно уличалась в жульничестве, но при этом, как утверждали некоторые (в частности, историк Альфред Додд и Морис Барбанелл, главный редактор журнала Psychic News) действительно обладала паранормальными способностями.
Именно скандал, связанный со скоропостижной смертью Хелен Дункан в 1956 году (как утверждалось, от эктоплазмического удара), явился непосредственным поводом для отмены «Закона о колдовстве», некоторые положения которого были перенесены в «Закон о лже-медиумах» (англ. Fraudulent Mediums Act), принятый в 1951 году. Кампания за посмертную реабилитацию Хелен Дункан продолжается по сей день.